# 大沙镇 (万源市)
大沙镇，原为大沙乡，是中华人民共和国四川省达州市万源市下辖的一个乡镇级行政单位。2020年6月，撤销中坪乡，将原中坪乡吕家坡村所属行政区域划归大沙镇管辖。

## 行政区划
大沙镇下辖以下地区：
关庙坝社区、龙井扁村、铜佛寺村、大田坝村、油坪村、月台村、桂花村、三教寺村、桥湾村、青龙嘴村和青山村。